# Prealpy Belluńskie
Prealpy Belluńskie – grupa górska w Prealpach Włoskich, części Alp Wschodnich. Leży w północnych Włoszech, w regionie Wenecja Euganejska. Najwyższym szczytem jest Col Nudo, który osiąga wysokość 2472 m. 
Prealpy Belluńskie są częścią Prealp Weneckich